# Evangelium Ježíšovy ženy

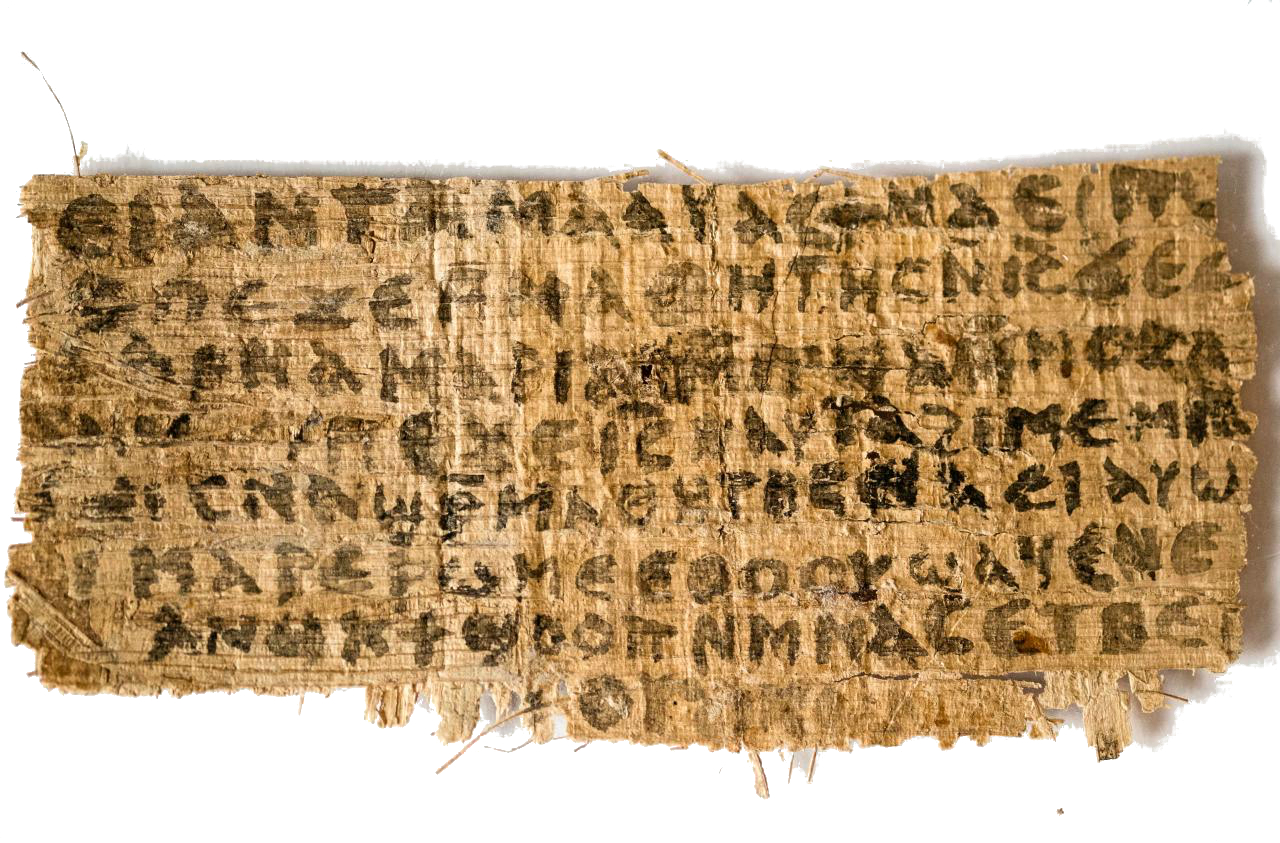
Evangelium Ježíšovy ženy, Přední strana.

Takzvané Evangelium Ježíšovy ženy je označení pro text na fragmentu papyru pocházejícího ze 4. století. Kontroverzní název zlomku je odvozen od věty „Ježíš jim řekl, moje žena...“, která je jeho součástí. Fragment byl veřejnosti představen 18. září 2012 na 10. Mezinárodním kongresu Koptských studií harvardskou profesorkou Karen Leigh Kingovou.
Obsahem zlomku, který je v případě pravosti zřejmě překladem řeckého textu z 2. poloviny 2. století, je rozhovor mezi Ježíšem a jeho učedníky. Jeho zajímavost spočívá především v tom, že jde o jediný dochovaný starověký text, ve kterém Ježíš odkazuje ke své ženě. Kingová ovšem ve svém příspěvku zdůraznila, že evangelium nijak nepotvrzuje, že by historický Ježíš byl ženatý, a název „Evangelium Ježíšovy ženy“ použila pouze pro referenční účely.
Proti tvrzení o pravosti evangelia se ve svém článku ohradil šéfredaktor vatikánského deníku L'Osservatore Romano Giovanni Maria Vian, jehož tvrzení, že se jedná o „neohrabaný podvrh“, podpořil například i profesor Francis Watson z Durhamské univerzity.
Pro pravost zase svědčí metody datování z roku 2014. Krátce po zveřejnění této studie ovšem americký akademik Christian Askeland upozornil na to, že se rukopis i inkoust tohoto fragmentu podobají jinému padělku ze stejné sbírky, kterou profesorce Kingové věnoval v prosinci 2011 veřejnosti neznámý dárce. Ten ho prý koupil roku 1999 od sběratele, který jej získal v roce 1963 v tehdejším východním Německu.
V roce 2016 uznala, že jde pravděpodobně o podvrh, i sama profesorka Kingová.

## Žánr
Ačkoli fragment dostal jméno evangelium, z takto malého útržku není možné přesně určit, jaký byl jeho původní žánr. Kingová však toto zařazení zdůvodňuje tím, že 1) obsahem evangelia je rozhovor mezi Ježíšem a jeho učedníky, což je znak charakteristický pro raně křesťanská evangelia, a 2) projednává otázku učednictví, podobně jako vybrané pasáže z Matoušova či Lukášova evangelia, nebo Evangelia podle Marie.
Navíc tento žánr de facto zahrnuje veškerou raně křesťanskou literaturu, která jakýmkoli způsobem pojednává o některých aspektech Ježíšova života, ne pouze tu, která formou vyprávění pojednává o Ježíšově životě v užším pojetí, tak jako třeba kanonická evangelia.

## Původ a jazyk zlomku, autorství
Evangelium je psáno v koptštině, přesněji v jejím sahidském dialektu, který díky své rozšířenosti poskytuje jen malé vodítko k tomu, v jaké oblasti byl text sepsán. Jako nejpravděpodobnější se ovšem jeví oblast Horního Egypta.
Písmo je na obou stranách papyru stejné, z čehož Kingová usuzuje, že byl fragment původně součástí kodexu. V důsledku rozsáhlého porušení jedné ze stran zlomku je ovšem nemožné určit, v jakém pořadí se strany v kodexu nacházely.
Stejně tak je nemožné určit autora textu, neboť bez původního názvu kodexu či jiné identifikace k tomu chybí jakékoli vodítko. S jistotou je možné říci jedině to, že text pochází z křesťanských kruhů.

## Historie zlomku
Okolnosti nalezení zlomku nejsou známy, nicméně existují jistá vodítka k jeho novodobé historii.
Evangelium Ježíšovy ženy bylo pravděpodobně kolem roku 1980 vlastnictvím jistého H.U. Laukampa. Z korespondence mezi Laukampem a profesorem Peterem Munroem z Freie Universität v Berlíně (která je taktéž v držení současného majitele evangelia) vyplývá, že Evangelium Ježíšovy ženy v letech kolem roku 1980 zkoumal profesor Gerhard Fecht z fakulty Egyptologie na Freie Universität.
Součástí korespondence je tato věta: „Profesor Fecht se domnívá, že tento fragment, o velikosti cca 8 cm, je jediným příkladem textu, ve kterém by Ježíš užíval přímé řeči k výpovědi o své ženě. Fecht je toho názoru, že by tento fragment mohl být možným důkazem toho, že Ježíš byl ženatý.“
V současné době papyrus patří soukromému sběrateli, který si přál zůstat v anonymitě. Poté, co prostřednictvím emailu požádal profesorku Kingovou, aby určila obsah fragmentu, v prosinci 2011 přinesl útržek na Harvard Divinity School a dal vědcům povolení k publikování výzkumu. Kingová, jejímž oborem není ani papyrologie, ani studium koptských jazyků, přizvala k výzkumu Rogera Bagnalla z Institute for the Study of the Ancient World v New Yorku a AnneMarie Luijendijk z Princetonu.

## Text evangelia
Přední strana :
1 ] „ne mě. Má matka mi dala život...“
2 ] „Učedníci řekli Ježíši,“.(
3 ] popírám. Marie je toho hodna (
4 ] …„Ježíš jim řekl, 'Moje žena...(
5 ] …ona bude hodna být mým učedníkem..(
6 ] Nechejte hříšníky ať se naparují...(
7 ] Pokud jde o mě, bydlím s ní aby... (

## Otázky pravosti

### Pro
Papyrus byl prozkoumán několika významnými papyrology a specialisty na koptské písmo, kteří se shodli na tom, že fragment je s největší pravděpodobností pravý. Tuto domněnku podporuje i chemická analýza inkoustu.

### Proti
Proti pravosti evangelia hovoří námitky některých odborníků, které se týkají především jisté neohrabanosti písma, která podle nich značí, že autorova ruka nebyla zvyklá psát v koptštině. Profesor Francis Watson dále argumentoval tím, že slova na fragmentu gramaticky nezapadají do většího textu.